# Dady
Dady, właśc. Eduardo Fernando Gomes (ur. 13 sierpnia 1981 w Lizbonie) – kabowerdeński piłkarz grający na pozycji napastnika. Posiada także obywatelstwo portugalskie.

## Kariera klubowa
Dady urodził się w Lizbonie w rodzinie pochodzącej z Republiki Zielonego Przylądka. Karierę piłkarską rozpoczął w juniorskiej drużynie Boavisty. W 2003 roku odszedł do trzecioligowego Odivelas i stał się podstawowym graczem zespołu oraz jego najlepszym strzelcem. W Odivelas grał do końca sezonu 2004/2005 i wtedy też przeszedł do grającego w drugiej lidze Estoril-Praia. Dla Estoril strzelił 5 bramek w rundzie jesiennej, a na wiosnę 2005 odszedł do CF Os Belenenses wracając tym samym do Lizbony. W sezonie 2006/2007 strzelił 12 goli dla Belenenses i był drugim najlepszym strzelcem ligi, zaliczając o trzy trafienia mniej niż król strzelców Brazylijczyk Liédson ze Sportingu.
Latem 2007 Dady za 3,5 miliona euro trafił do hiszpańskiej Osasuny. W klubie z Pampeluny swój pierwszy mecz rozegrał 30 września przeciwko Atlético Madryt, który Osasuna przegrała 0:2. 7 października zdobył pierwszego gola w Primera División (3:2 z Villarreal CF), a 28 października kolejnymi dwoma uratował remis z Realem Valladolid. Dla Osasuny zdobył w całym sezonie 7 bramek i został najlepszym strzelcem drużyny, z którą utrzymał się w Primera División.
Latem 2010 Dady odszedł do tureckiego Bucasporu. Pół roku później powrócił do ligi portugalskiej, występując w barwach klubu SC Olhanense. Następnie grał w Apollonie Limassol, Shanghai Shenhua i Xinjiang Tianshan Leopard. W 2014 został zawodnikiem Atlético CP.
| Sezon   | Klub                      | Kraj       | Rozgrywki                 | Mecze | Bramki |
| ------- | ------------------------- | ---------- | ------------------------- | ----- | ------ |
| 2003/04 | Odivelas                  | Portugalia | III liga                  | 24    | 10     |
| 2004/05 | Odivelas                  | Portugalia | III liga                  | 28    | 9      |
| 2005/06 | Estoril-Praia             | Portugalia | Liga de Honra             | 14    | 5      |
| 2005/06 | CF Os Belenenses          | Portugalia | SuperLiga                 | 9     | 0      |
| 2006/07 | CF Os Belenenses          | Portugalia | SuperLiga                 | 29    | 12     |
| 2007/08 | CA Osasuna                | Hiszpania  | Primera División          | 30    | 7      |
| 2008/09 | CA Osasuna                | Hiszpania  | Primera División          | 14    | 3      |
| 2009/10 | CA Osasuna                | Hiszpania  | Primera División          | 10    | 1      |
| 2010/11 | Bucaspor                  | Turcja     | Süper Lig                 | 5     | 0      |
| 2010/11 | SC Olhanense              | Portugalia | Primeira Liga             | 7     | 1      |
| 2011/12 | SC Olhanense              | Portugalia | Primeira Liga             | 23    | 7      |
| 2012/13 | Apollon Limassol          | Cypr       | Protathlima A’ Kategorias | 10    | 2      |
| 2013    | Shanghai Shenhua          | Chiny      | Super League              | 27    | 9      |
| 2014    | Xinjiang Tianshan Leopard | Chiny      | League One                | 5     | 0      |
| 2014/15 | Atlético CP               | Portugalia | Primeira Liga             | 16    | 0      |

## Kariera reprezentacyjna
W reprezentacji Republiki Zielonego Przylądka Dady zadebiutował w 2005 roku. Występował w eliminacjach do Mistrzostw Świata w Niemczech i mundialu w RPA.